# Ballate per uomini e bestie
nate in tempo di rinnovate pestilenze.
Ballate nate per obliare la peste,
finiscono per farne materia del canto,
che è un modo di fortificare anticorpi…»
(Vinicio Capossela)
Ballate per uomini e bestie è l'undicesimo album in studio del cantautore italiano Vinicio Capossela. L'album, pubblicato il 17 maggio 2019, è prodotto da La Cùpa e distribuito da Warner Music.
L'uscita è stata anticipata dal brano Il povero Cristo, pubblicato il 17 aprile 2019; nella presentazione del singolo, Capossela definisce l'album:
Un cantico per tutte le creature, per la molteplicità, per la frattura tra le specie e tra uomo e natura
L'album ha vinto la Targa Tenco 2019 come migliore album in assoluto  .

## Il disco
Nella pagina dedicata all'album sul sito ufficiale dell'autore si legge:
“Ballate per uomini e bestie” è un’opera di grande forza espressiva che guarda alle pestilenze del nostro presente travolto dalla corruzione del linguaggio, dal neoliberismo, dalla violenza e dal saccheggio della natura.  In un’epoca in cui il mondo occidentale sembra affrontare un nuovo medioevo inteso come sfiducia nella cultura e nel sapere e smarrimento del senso del sacro, Capossela sceglie di pubblicare un canzoniere che, evocando un medioevo fantastico fatto di bestie estinte, creature magiche, cavalieri erranti, fate e santi, mette in mostra le similitudini e il senso di attualità che lo legano profondamente alle cronache dell’oggi.
Il racconto e il canto divengono strumento per tentare un riavvicinamento al sacro e alle bestie, indispensabile punto di accesso al mistero della natura, anche umana.  La forma scelta da Capossela per questa sua nuova impresa artistica è quella della ballata, come occasione di pratica metrica e di svincolamento dalla sintesi. La ballata prende il caos delle parole in libertà, l’esperienza liquida del divenire, le riduce a storia e le compone nel fluire di strofe. Tra i quattordici brani che compongono l’album non mancano poi canzoni ispirate alla grande letteratura, da testi medievali alle opere di poeti amati come Oscar Wilde e John Keats.
L'album è stato presentato dall'autore alla stampa il 16 maggio 2019 a Milano, alla Chiesa di San Carlo al Lazzaretto.
Il disco è stato registrato tra Milano, Montecanto – in Irpinia, terra d’origine di Capossela – e Sofia, in Bulgaria. Numerose sono state anche le collaborazioni per la realizzazione del progetto, che vede tra i suoi protagonisti Massimo Zamboni, Raffaele Tiseo, Stefano Nanni, Alessandro Stefana, Andrea Lamacchia,Teho Teardo, Marc Ribot, Daniele Sepe, Jim White, Georgos Xylouris e infine l’Orchestra Nazionale della Radio Bulgara.

## Tracce
1. Uro – 5:05
2. Il povero Cristo – 4:50
3. La peste – 4:26
4. Danza macabra – 4:33
5. Il testamento del porco – 5:57
6. Ballata del carcere di Reading – 6:26
7. Nuove tentazioni di Sant'Antonio – 5:07
8. La belle dame sans merci – 5:28
9. Perfetta Letizia – 5:46
10. I musicanti di Brema – 4:29
11. Le loup garou – 6:49
12. La giraffa di Imola – 5:38
13. Di città in città (... e porta l'orso) – 5:39
14. La lumaca – 5:53

## Singoli estratti

### Il povero Cristo
Nella presentazione, viene descritto come:
Un brano che riferisce dell’incapacità dell’uomo di salvarsi seguendo il precetto in cui è racchiusa tutta la Buona Novella: “ama il prossimo tuo come te stesso”. Un precetto semplice, ma evidentemente impossibile da realizzare. L’avidità, l’egoismo e l’ignoranza dell’uomo portano Cristo a rinunciare al suo insegnamento e a tornare infine sulla croce. “Cristo” racconta Capossela “incontra l’uomo e impoverisce fino a diventare il povero cristo che, sulla bocca di tutti, si fa sinonimo della condizione umana”.
La canzone è accompagna da un videoclip che è un piccolo film girato da Daniele Ciprì nel borgo di Riace, “nella Riace vuota degli ultimi mesi”, sottolinea l’artista, che conclude: “Rappresenta un luogo dove si è tentato di mettere in atto la buona novella e dove è stata negata questa possibilità”.

### +Peste
Versione rivisitata di Peste, realizzata con la collaborazione del rapper Young Signorino e prodotta da FiloQ.
È stato realizzato un videoclip del brano, con la regia di Daniele Martinis.

### Di città in città... (e porta l'orso)
Il video, realizzato da Simone Cecchetti a Montecanto e pubblicato il 5 ottobre 2019, vede come protagonista il cantautore che, come l'orsante del brano, costretto a vagare d'inverno, cammina all'interno della natura selvaggia. Ci sono inoltre scene musicali, con Capossela al pianoforte.

## Formazione

### Uro
- Vinicio Capossela - piano, voce
- Teho Teardo - chitarra baritona, Fender Rhodes, synth, electronics
- Laura Bisceglia, Giovanna Famulari - violoncello
- Ambra Chiara Michelangeli - viola
- Vanessa Cremaschi, Elena De Stabile - violino
- Sebastiano De Gennaro - tamburi, marimba, tammorra
- Vincenzo Vasi - marimba
- Antonio Vizzuso - cupa cupa
- Agostino Cortese - cupa cupa
- Antonello Iannotta - daf
- Alessandro "Asso" Stefana - organi, chitarra elettrica
- Coro dell'Arciconfraternita del SS Crocefisso e Monte dei Morti di Sessa Aurunca - campione dal concerto "InSanità"

### Il Povero Cristo
- Vinicio Capossela - piano, voce, armonium
- Alessandro "Asso" Stefana - chitarre acustiche
- Marc Ribot - chitarra acustica, chitarra elettrica
- Niccolò Fornabaio - batteria, percussioni

### La peste
- Vinicio Capossela - piano, farfisa, voce, voce autotune
- Sebastiano De Gennaro - arrangiamento, celesta, sintetizzatori, batteria elettronica e rumori
- Gak Sato - programmazione
- Davide Afzal - basso elettrico
- Andrea Tartaglia - human beatbox, cori
- Daniele Sepe - flauti, aulofoni
- Giovannangelo De Gennaro - ciaramella
- Marc Ribot - chitarra elettrica
- Peppe Leone - tamburo a cornice, percussioni
- Antonello Iannotta - daf
- Jacopo Leone - secret voice
- Vincenzo Vasi - programmazione
- Niccolò Fornabaio - programmazione
- Alessandro "Asso" Stefana - mid bass programmazione

### Danza macabra
- Bulgarian National Radio Symphony Orchestra diretta da Raffaele Tiseo
- Raffaele Tiseo - violino
- Marc Ribot - chitarra elettrica
- Andrea Lamacchia - contrabbasso
- Alessandro Tedesco - trombone
- Agostino Cortese - grancassa, cupa cupa
- Antonio Vizzuso - cupa cupa
- Peppe Leone - tamburi a cornice
- Giovannangelo De Gennaro - cori, villa, aulofoni
- Daniele Sepe - flauti
- Peppe Frana - liuto
- Andrea Tartaglia - coro
- Lorenzo Albanes - coro
- Vinicio Capossela - pianoforte, voce, tamburo, catene, asse da lavare

### Il testamento del porco
- Vinicio Capossela - chitarra acustica, voce
- Raffaele Tiseo - ribeca
- Giovannangelo De Gennaro - viella
- Peppe Frana - liuto, timpano
- Luca Casbarro - zampogna
- Antonello Iannotta - tamburello
- Peppe Leone - tamburi a cornice
- Andrea Lamacchia - contrabbasso
- Daniele Iannella - batteria
- Mikey Kenney - fiddle
- Marc Ribot - chitarra acustica
- Daniele Sepe - flauti, chitarra elettrica
- Agostino Cortese - cupa cupa
- Antonio Vizzuso - cupa cupa
- Andrea Tartaglia - coro

### Ballata del carcere di Reading
- Vinicio Capossela - pianoforte a coda, voce
- Teho Teardo - chitarra baritona, Fender Rhodes, synth, electronics
- Laura Bisceglia, Giovanna Famulari - violoncello
- Ambra Chiara Michelangeli - viola
- Vanessa Cremaschi, Elena De Stabile - violino
- Mikey Kenney - fiddle
- Raffaele Tiseo - viola
- Alessandro "Asso" Stefana - chitarra classica, chitarra acustica, chitarra acustica a 12 corde
- Antonello Iannotta - bodran
- Niccolò Fornabaio - rullante, percussioni, chitarra elettrica a 12 corde, celesta
- Daniele Sepe - flauti

### Nuove tentazioni di Sant'Antonio
- Massimo Zamboni - chitarre elettriche, cori
- Vinicio Capossela - chitarra acustica, voce, cori
- Cristiano Roversi - basso elettrico, Chapman grand stick, mellotron, tastiere
- Gigi Cavalli Cocchi - batteria
- Marc Ribot - chitarra acustica
- Luca Casbarro - zampogna
- Daniele Sepe - flauti, cromorni
- Giovannangelo De Gennaro - cori

### La belle dame sans merci
- Vinicio Capossela - pianoforte e voce
- Bulgarian National Radio Symphony Orchestra diretta da Raffaele Tiseo
- Raffaele Tiseo - ribeca, celesta
- Davide Burani - arpa
- Peppe Frana - liuto

### Perfetta letizia
- Vinicio Capossela - pianoforte verticale, voce
- Raffaele Tiseo - cello da braccio
- Peppe Frana - liuto
- Giovannangelo De Gennaro - aulofoni
- Marc Ribot - chitarra elettrica
- Davide Burani - arpa
- Taketo Gohara - programmazione
- Niccolò Fornabaio - programmazione

### I musicanti di Brema
- Vinicio Capossela - piano, voce, versi
- Daniele Sepe - ottavino, sassofono, grancassa, coro
- Marc Ribot - chitarra elettrica, chitarra acustica
- Daniele Iannella - piatti da banda
- Claudio Romano - batteria (da cucina)
- Andrea Lamacchia - contrabbasso
- Davide Afzal - basso elettrico
- Antonello Capone - fagotto
- Gaetano Falzarano - clarinetto
- Michele Margotta - tromba
- Vincenzo Nicolai - trombone
- Mario Margotta - bassotuba
- Luca Casbarro - fisarmonica, coro
- Antonello Iannotta - tamburello, coro
- Andrea Tartaglia - yodel, human beatbox, coro
- Lorenzo Albanes - coro

### Le loup garou
- Vinicio Capossela - chitarra folk, voce, cori
- Jim White - batteria
- Georgos Xylouris - lauto elettrico
- Davide Afzal - basso elettrico
- Alessandro "Asso" Stefana - chitarre acustiche
- Marc Ribot - chitarra elettrica, chitarra acustica
- Taketo Gohara - tambourine
- Niccolò Fornabaio - programmazione

### La giraffa di Imola
- Vinicio Capossela - pianoforte a coda, toy piano, clacson, voce
- Bulgarian National Radio Symphony Orchestra diretta da Stefano Nanni
- Stefano Nanni - percussioni, xilofono, marimba, celesta
- Davide Burani - arpa
- Taketo Gohara - synth, programmazione

### Di città in città (...e porta l'orso)
- Vinicio Capossela - pianoforte a coda, voce
- Bulgarian National Radio Symphony Orchestra diretta da Raffaele Tiseo
- Stefano Nanni - fisarmonica
- Davide Burani - arpa
- Raffaele Tiseo - celesta, percussioni, catene
- Niccolò Fornabaio - rullante, tamburo, stivali

### La lumaca
- Vinicio Capossela - pianoforte a coda, voce
- Raffaele Tiseo - programmazione, synth, piano Rhodes, voci artificiali
- Antonio Amadei - violoncelli scritti da Marco Amadei
- Teho Teardo - chitarra baritona, Fender Rhodes, synth, electronics
- Laura Bisceglia, Giovanna Famulari - violoncello
- Ambra Chiara Michelangeli - viola
- Vanessa Cremaschi, Elena De Stabile - violino